# 히바 전역 (1873년)
히바 전역(러시아어: Хивинский поход (1873))은 1873년 히바 칸국의 정복을 목표로 시작한 러시아 제국의 군사 원정이다.

## 배경
1870년대 러시아 제국은 중앙아시아에서 가장 큰 두 나라인 코칸트 칸국과 부하라 칸국을 점령했다. 이러한 중요한 영역을 점령한 후, 중앙아시아의 마지막 독립국가로는 히바 칸국만이 남게 되었다. 모든 영토에서 히바 칸국은 러시아의 보호국인 부하라 칸국에게 포위되어 있었다. 결국, 히바 칸국 점령을 위해 러시아가 원정에 나서기 시작했다.

## 전투

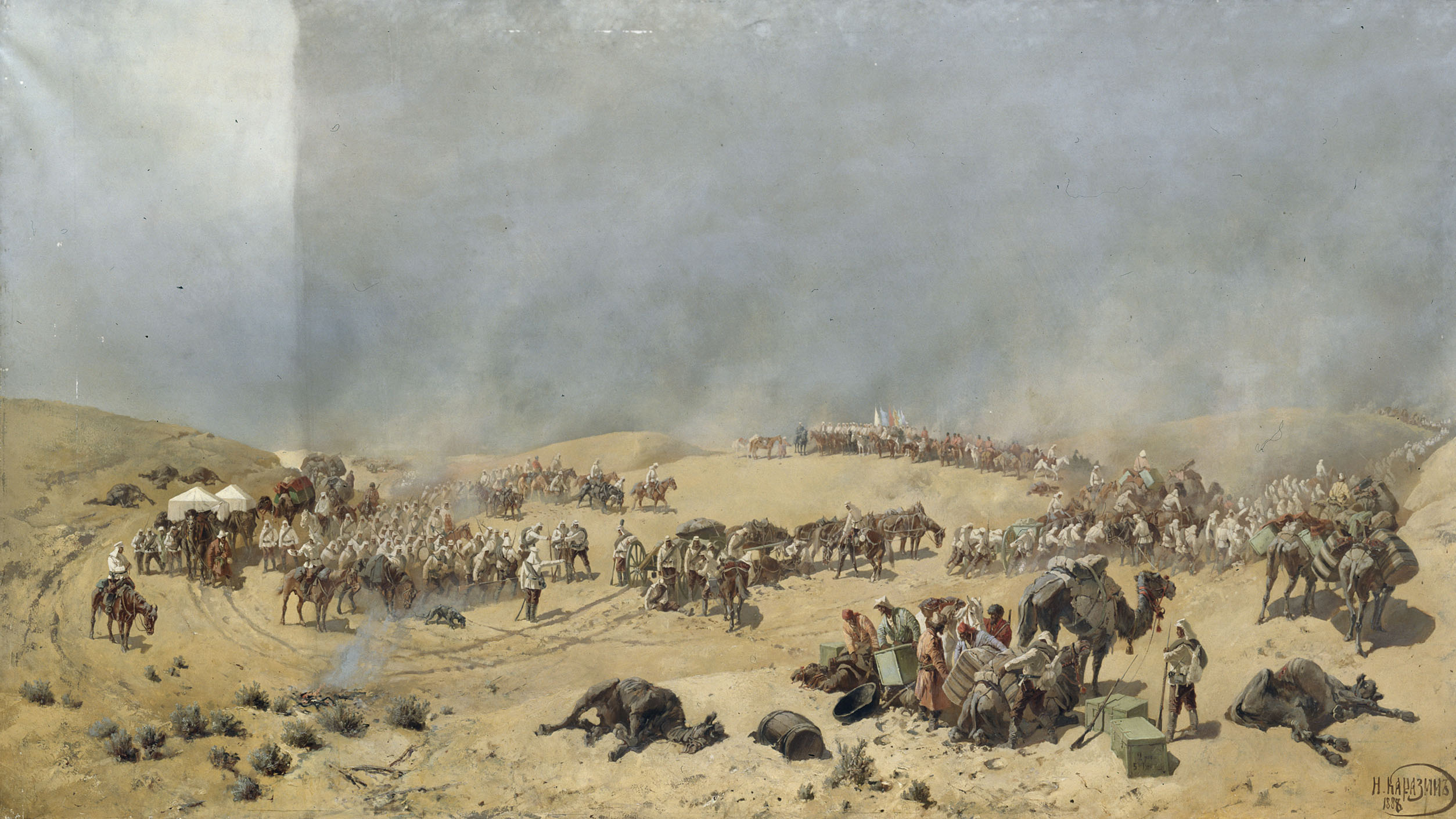
1873년 히바 전역 도중 아담-크리그란 우물에 쌓여있는 시체들(1888년 니콜라이 카라진이 그림)

히바 칸국 정복 작전은 4개 군 타슈켄트 군(장군 콘스탄틴 폰 카우프만), 오렌부르크 군(장군 니콜라이 베룝킨), 만그샬라크 반도군 (장군 니콜라이 파블로 로마킨), 투르크멘바시 군(장군 바실리 마르코조프)으로 나눠 1873년 2월 초 진군을 목표로 12,000명에서 13,000명의 병사와 포 56문, 말 4,600마리, 낙타 20,000마리를 동원했다. 이 군들을 통솔할 사람은 러시아령 투르키스탄 총독인 장군 콘스탄틴 폰 카우프만이 맡기로 했다.
2월 26일에는 엠비 대초원에서 오렌부르크 군이 히바 지역에서 불어오는 눈 때문에 자리를 이탈했다. 사막의 뜨거운 열기가 없어지는 혹독한 겨울이 시작되었기 때문에 이 전역은 매우 어려웠다. 진군하는 동안 거의 매일 적과 부딪히면서 소잘리와 만그이트 도시까지 도착했다. 5월 14일 선봉부대는 오렌부르크에서 합류하여 니콜라이 파블로 장군의 만그샬라크 반도군과 나눠서 진군하기 시작했다. 5월 26일에는 오렌부르크를 지난 만그샬라크 반도군이 히바 도시 북쪽으로 접근했으며, 28일에는 모든 분대가 히바 반대편인 샤-아바드 정문까지 도달했다. 28일에 러시아군이 샤-아바드 정문을 습격했으나, 베룝킨 장군이 머리에 총을 맞아 명령권은 대령 미하일 스코벨레프로 넘어갔다. 5월 29일 투르키스탄에서 나눠서 진군하던 카우프만 군이 히바 남동쪽에 도착했고, 히바 남부 지역에서는 칸국이 항복하면서 정전이 선포되었다. 그러나, 도시의 혼란한 상태로 인해 북부에서는 항복 소식을 몰랐고, 북부 성벽에서 전투가 일어났다. 미하일 스코벨레프와 샤하바츠키예 분대는 성문을 습격하고 1차 성벽 내부로 진군했지만 성문과 벽은 계속 방어하고 있었다. 이 공격은 카우프만 장군의 명령으로 중지되었고, 성벽 반대쪽인 남쪽에서는 정전 선포로 인해 진군하고 있던 상황이었다.
바실리 마르코조프의 크라스노보스키 부대는 물 부족으로 인해 히바와 투르크멘바시를 점령하지 못하고 회군해야 했다.

## 결과
러시아와 히바 칸국 간에 겐데미안스키 평화 조약을 체결하여 히바 칸국의 지위는 유지되었으나 사실상 러시아의 보호국이 되었다. 1873년 7월 22일 알렉산드르 2세 차르는 이 전역의 참가자에게 전원 히바 전역 훈장을 수여하였다.

## 같이 보기
- 히바 전역 (1839년~1840년)
- 히바 전역 훈장
- 러시아의 식민주의

## 참고 문헌
- (러시아어) “Гродеков Н. И. Хивинский поход 1873 года. Действия кавказских отрядов. СПб. ред. журнала «Русская старина» 1883.”. Восточная литература. 2011년 11월 29일에 원본 문서에서 보존된 문서. 2011년 2월 11일에 확인함.
- (러시아어) “Маркозов В. Красноводский отряд. Его жизнь и служба со дня высадки на восточный берег Каспийского моря по 1873 г. включительно. СПб. 1898.”. Восточная литература. 2011년 3월 10일에 원본 문서에서 보존된 문서. 2011년 2월 11일에 확인함.
- (러시아어) “Мак-Гахан Дж. А. Военные действия на Оксусе и падение Хивы. М. 1875.”. Восточная литература. 2011년 3월 10일에 원본 문서에서 보존된 문서. 2011년 2월 11일에 확인함.
- (러시아어) “Мы стали твердою ногою на Аму-Дарье. Хивинский поход 1873 г. в описании великого князя Николая Константиновича // Источник. Документы русской истории, № 4 (58). 2002.”. Восточная литература. 2011년 11월 29일에 원본 문서에서 보존된 문서. 2011년 2월 11일에 확인함.
- (러시아어) “Нуджевский М. Воспоминание о командире 2-го Туркестанского стрелкового батальона Л. Г. Веймарне. Ташкент. 1874.”. Восточная литература. 2011년 11월 29일에 원본 문서에서 보존된 문서. 2011년 2월 11일에 확인함.
- (러시아어) “Саранчов Е. Хивинская экспедиция 1873 г. Записки очевидца, сапера Е. Саранчова. СПб. 1874.”. Восточная литература. 2011년 3월 10일에 원본 문서에서 보존된 문서. 2011년 2월 11일에 확인함.
- (러시아어) Садыков А. С. Экономические связи Хивы с Россией во второй половине XIX — начале XX вв., Таш., 1965.
- (러시아어) Хребтовъ А. Н. Хивинскій походъ: Четыре чтенія для войскъ и народа. - СПб.: Тип. А.М. Котомина, 1875. - 122 с.
- (러시아어) Хивинскій походъ въ 1873 году : (По оффиціальнымъ источникамъ). - СПб. : Печатано въ Тип. Департамента уделовъ, 1873. - 166 с.
- (러시아어) Лобысевич Ф, И. Описание Хивинского похода 1873 г., СПБ, 1898.
- (러시아어) Алиханов-Аварский М. Поход в Хиву (кавказских отрядов). 1873. Степь и оазис. - СПб.: Паровая скоропечатня Я. И. Либермана, 1899. - 314 с.